# سادام
ساداُم (به انگلیسی: Sodom) یک گروه ثرش متال آلمانی از گلزن‌کیرشن است، که در سال ۱۹۸۱ تشکیل شد.
آنها به همراه کریتور و دیستراکشن به عنوان «سه بزرگ» تئتونیک ثرش متال شناخته می‌شوند. در حالی که دو گروه دیگر موزیکی را خلق کردند، که در آینده توانست روی دث متال اثر بگذارد، آثار سادام توانست روی بسیاری از گروه‌های بلک متال که در اواخر دهه هشتاد و اوایل دهه نود به وجود آمدند، تأثیرگذار باشد.

## تاریخچه

### شکل‌گیری و سال‌های اولیه با بلک متال (۱۹۸۱–۱۹۸۶)
اعضای اصلی گروه در ابتدا شامل تام انجل ریپر، بلادی مونستر، آریس «بلاسفمر» و اگرسور می‌شد. گروه توسط تام و به عنوان یک تلاش برای رهائی از کار در معدن زغال‌سنگ شهر محل سکونت خود گلزنکیرشن به وجود آمد. آن‌ها با الهام گرفتن از گروه‌هایی مانند موتورهد، تنک، ونوم، اکسپت، دیزشارژ، رامونز و ای‌سی/دی‌سی شروع به کار کردند. گروه دو دمو ساخت که منجبر به بستن قرارداد با شرکت استم هامر شد. (بلادی مونستر در ضبط هیچ‌کدام از این دو دمو شرکت نداشت و شخص دیگری به نام کریس واچ هانتر جایگزین وی شد). قبل از انتشار در نشانه‌ای از شیطان(که اثر مهمی در میان آثار اولیه بلک متال است) اگرسور هم گروه را ترک کرد و گراو وایولاتور جای او را پر کرد، هر چند خود او نیز پس از ضبط در نشانه‌ای از شیطان از گروه جدا شد. مایکل «دیستراکتور» ولف جایگزین شد و گروه نخستین آلبوم خود وسواس با بی رحمی را ضبط کرد. موسیقی این آلبوم متأثر از در نشانه‌ای از شیطان بود. ولف هم زیاد در گروه دوام نیاورد و به گروه کریتور ملحق شد (این رابطه نتوانست طولانی باشد و مایکل بعدها در سال ۱۹۹۳ در یک سانحه دلخراش تصادف موتورسیکلت جان خود را ازدست داد).

### تغییر به ترش متال و افزایش محبوبیت (۱۹۸۷–۱۹۹۰)

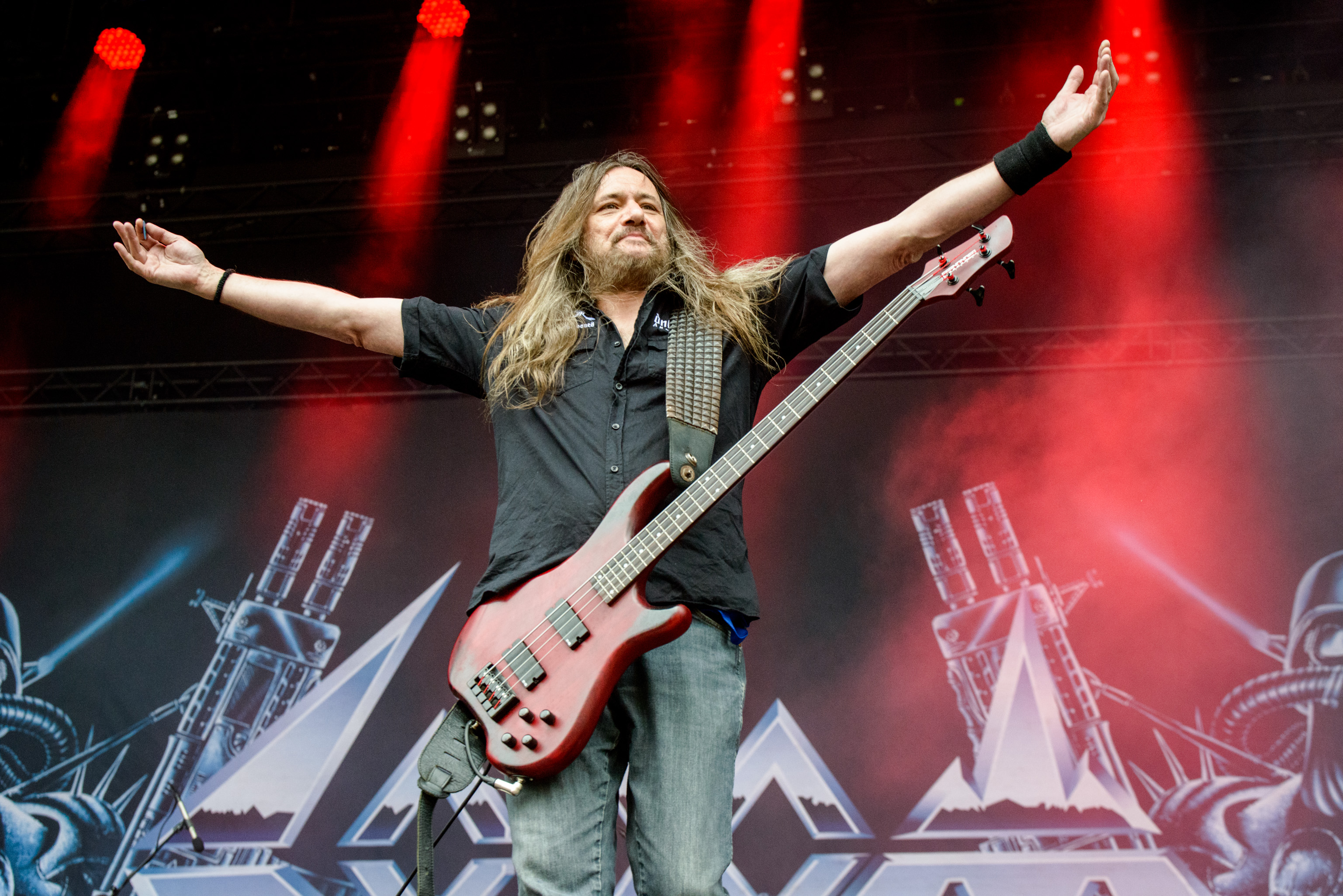
تام انجل ریپر در حال اجرا سال ۲۰۱۶

در اکثر موارد، سادام جدی گرفته نمی‌شد و در مطبوعات از آن به عنوان «یک مقلد درجه دوم کارهای ونوم با اشعار نیمه خلاقانه» یاد می‌شد. اما یک عضو جدید این مشکل را حل کرد. فرانک «بلک فایر» گاسزیک که جای خالی گیتار دیستراکتور را برای گروه پر کرده بود. چرا که او توانست تام را متقاعد کند که ترش متال در حال پشت سر گذاشتن تم‌های ترسناک/غیبی/شیطانی گروه‌هایی چون ونوم است و تم‌های دیگری مانند سیاست، جامعه و جنگ در حال جایگزنی هستند. حاصل این تغییر آلبوم شیدایی ضرب و شتم بود. تم شعری و موسیقی جدیدی که فرانک برای این آلبوم به ارمغان آورد استقبال گسترده‌ای نصیب آن کرد. همان‌طور که طرح روی جلدی آلبوم دستخوش تغییر شگرفی نسبت به قبل شده بود، موسیقی این اثر هم تغییر کرده بود (در کاور این آلبوم برای نخستین بار شخصیتی به نام کنارنهینز به چشم می‌خورد. او سربازی با ماسک ضد گاز و اسلحه‌ ام-۱۶ بود و بعداً هم روی کاور چند آلبوم دیگر دیده شد). آن‌ها توانستند در تور اروپایی گروه ثرش متال سوئیسی کورونر همراه شرکت کنند. بعد از پایان این تور که در سال‌های ۱۹۸۷ و ۱۹۸۸ جریان داشت، به استودیو بازگشتند تا آلبوم جدیدی را ضبط کنند. کار جدید عامل نارنجی نامیده شد و تنها در خود آلمان حدود صدهزار نسخه از آن به فروش رسید. این اثر سادام را مشهور ساخت و مورد توجه طرفداران زیادی در سراسر جهان قرار گرفت و جایگاه گروه را در کنار کریتور و دیستراکشن به عنوان یکی از سه گروه بزرگ ترش متال آلمان مطرح ساخت. تا کنون عامل نارنجی بیش از هر آلبوم ترش متال آلمانی دیگری در سراسر جهان فروش داشته‌است.
با این وجود، مشکلاتی در داخل خود گروه وجود داشت. تام و کریس هر رو به دام الکلیسم افتاده بودند، در مورد کریس مسئله سوء مصرف مواد مخدر هم وجود داشت و در این میان فرانک از این واقعیت آزرده خاطر بود، زیرا او خود را مسبب تمام این مشکلات می‌دانست. در این هنگام، میل پتروزا پس از آنکه دومین گیتاریست کریتور از گروه جدا شد به فرانک پیشنهاد داد و او به کریتور پیوست؛ و انجل ریپر مجبور شد تا به دنبال یک جایگزین بگردد و سر انجام مایکل هافمن را به این منظور انتخاب کرد.

### تغییر در ساختار (۱۹۹۰–۱۹۹۷)

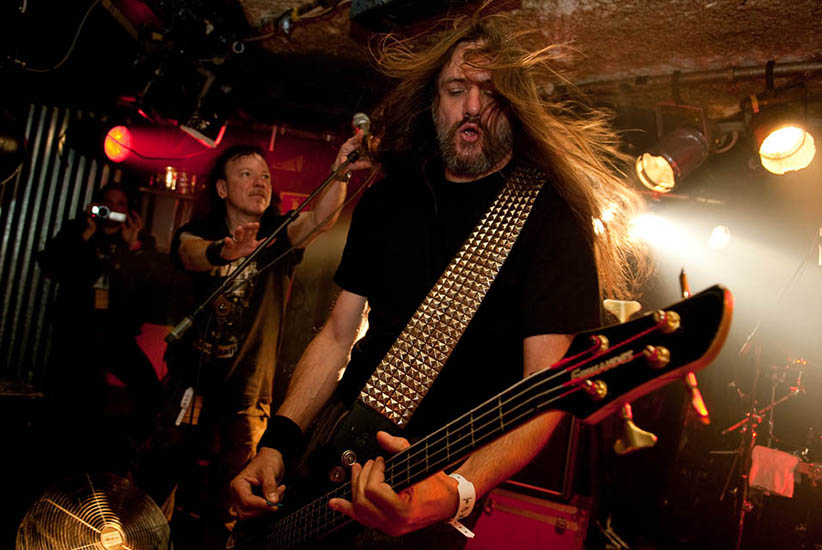
سادام در حال اجرا در سال ۲۰۰۹

با پیوستن اعضای جدید، آلبوم مرده بودن بهتر است در سال ۱۹۹۰ عرضه شد؛ اما در میانهٔ تور آمریکای جنوبی هافمن تصمیم گرفت که در برزیل بماند و به همین دلیل مجبور به ترک گروه شد. جای خالی او به وسیلهٔ اندی برینگز پر شد که حضورش آلبوم پاره کردن رگ که به‌طور قابل ملاحظه ای تحت تاثیر دث متال بود را به ارمغان آورد. این آلبوم شاهد آخرین حضور درامر واچ هانتر در گروه بود چرا که از گروه اخراج شد. به جای او اتومیک استیف که عضو پیشین گروه‌های هولی مؤسس و لایوینگ دث بود پشت کیت درام قرار گرفت.
با این ترکیب جدید آلبوم دیگری به نام چیزی که سزاوارش هستید ضبط شد؛ که از تأثیرات دث متال خارج شده بود و در عوض تحت تأثیر سبک پانک قرار گرفته بود. دیگر تغییر مشهود در جهت‌گیری گروه کاور گروتسک بسیار بحث‌برانگیز آلبوم بود، که عکسی خشونت بار نشان می‌داد. در مجموع تغییرات یاد شده باعث ناامیدی بسیاری از طرفداران از گروه شد و این آغاز کاهش شهرت بین‌المللی برای سادام بود؛ درست همانگونه که موسیقی ترش ارزش تجاری خود را در مدت زمان باقی‌مانده از دههٔ ۹۰ از دست می‌داد. در این هنگام بود که انجل ریپر علاوه بر فعالیت در گروه کار بر روی یک پروژه فردی را نیز آغاز کرد. همچنین در حین تور، آلبوم اجرای زنده گیر افتادن - لایو در حمایت از آلبوم اخیر ضبط شد.
در مسیر همان آلبوم قبلی، در سال ۱۹۹۵ آلبوم بالماسکه در خون روانهٔ بازار شد. برای این آلبوم گیتاریست دیگری باید پیدا می‌شد که این بار قرعه به نام استرهلی افتاد، ولی او زیاد در گروه نماند و به خاطر مواد مخدر دستگیر و زندانی شد و بعد از آن یافتنش بسیار دشوار گردید (تا ژانویه ۲۰۱۱، زمانی که گروه متوجه شد او در دوسلدورف جان خود را از دست داده‌است). اتومیک استیف هم گروه را ترک کرد و باز هم انجل ریپر ناچار به جستجو برای اعضای جدید شد. اعضای جدید عبارت بودند از برنمن به عنوان گیتاریست و بابی شاتکویسکی به عنوان درامر. این ترکیب مدت زیادی دوام آورد تا اینکه در دسامبر ۲۰۱۰ شاتکویسکی گروه را ترک کرد.

### بازگشت به ترش متال (۱۹۹۹)
آلبوم تا مرگ ما را متحد کن باز هم دارای یک روی جلد بحث‌برانگیز بود که شکم برهنهٔ یک زن حامله و یک مرد بسیار چاق را که در حال فشردن یک جمجمهٔ انسان هستند نشان می‌داد. این آلبوم به‌خاطر بازگشت دوبارهٔ گروه به سبک ترش اصیل مورد توجه قرار گرفت، اما از نظر صدا بیشتر در محدودهٔ ترش/کراس‌آور قرار داشت و بسیار شبیه به آثار گروه‌هایی چون سویساید تندنسیس بود. تا مرگ ما را متحد کن دربردارندهٔ ترانه‌ای بود که مشهورترین موزیک ویدئوی گروه تا به امروز برای آن ساخته شده‌است: ترانهٔ جنجالی «پلیس لعنتی». در سال ۱۹۹۹ گروه به استودیو بازگشت و آلبوم کد قرمز را ضبط کرد. این آلبوم بازگشت کامل گروه به همان صدای توتونیک دههٔ هشتاد بود. نشر محدود سی دی بنس این آلبوم که شامل ادای احترام به آلبوم جدید احترام به خدایان بود، با استقبال طرفداران سادم مواجه شد. سال ۲۰۰۱ مصادف با انتشار آلبوم ام-۱۶بود؛ آلبومی که محتوای آن عموماً در مورد جنگ ویتنام بود و نامش از تفنگ تهاجمی ام-۱۶ برگرفته شده بود. برای نخستین بار توری برگزار شد که در آن دو گروه بزرگ دیگر ترش متال آلمان کریتور و دیستراکشن هم حضور داشتند، اما سادام به علت جروبحث بین مارسل شیرمر بیسیست و خوانندهٔ دیستراکشن و تام انجل ریپر، پیش از پایان تور آن را در نیمهٔ راه رها کرد. علت این اختلاف ادعای دیستراکشن مبنی بر کپی‌برداری سادام از آثار آن‌ها بود.

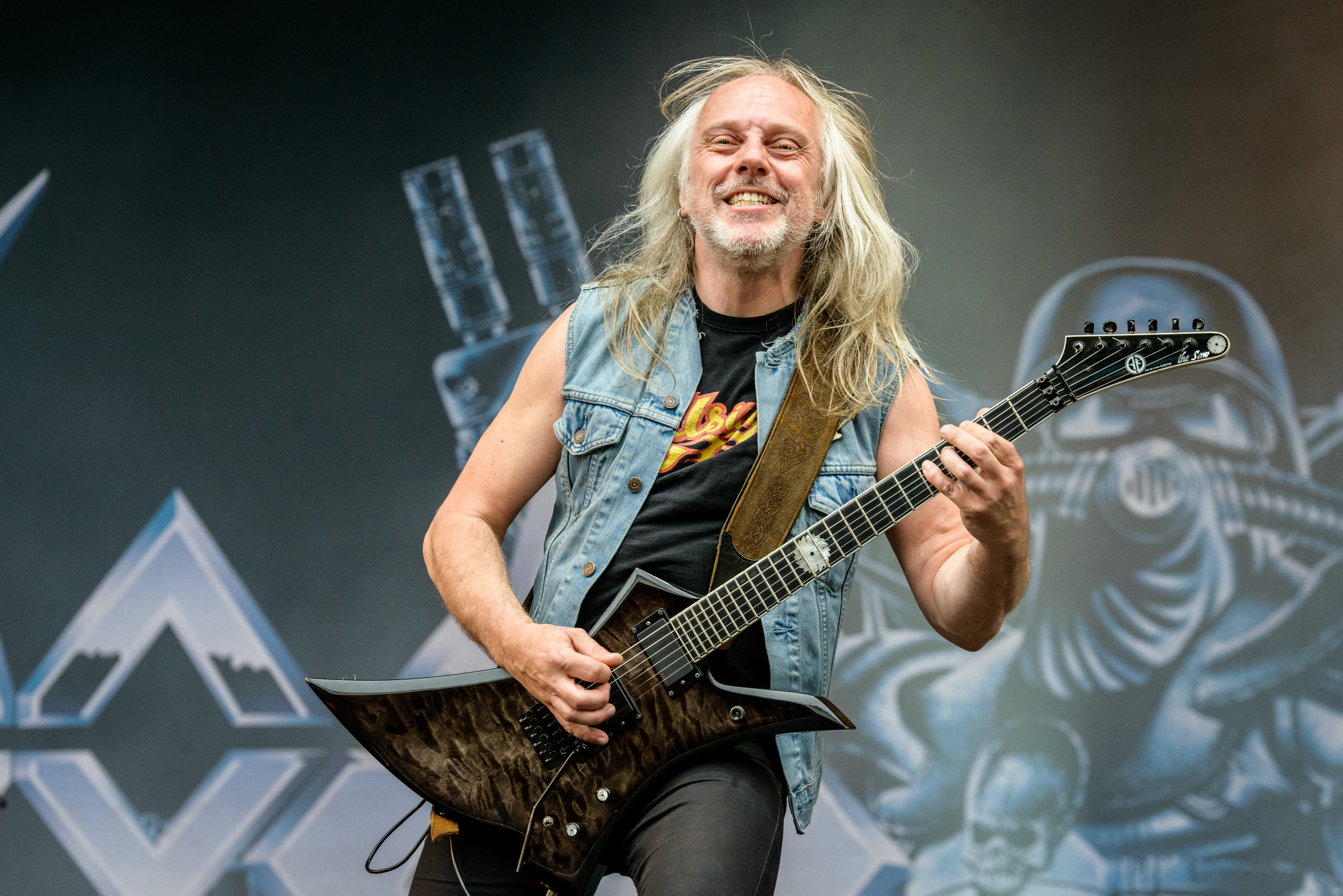
برند «برنمن» کوست در حال اجرا سال ۲۰۱۶

در سال ۲۰۰۳ یک آلبوم زنده با نام یک شب در بانکوک در تایلند ضبط شد. همچنین یک آلبوم استودیویی جدید، که سادام نام داشت در سال ۲۰۰۶ عرضه شد که متأثر از آلبوم ام-۱۶بود. انجل ریپر در پاسخ به این سؤال که چرا این آلبوم به نام خود گروه است، گفت: «هر گروهی نیاز به یک آلبوم با نام خود دارد!». این آلبوم با تأخیر عرضه شد، چرا که تنظیم دی وی دی اربابان فساد بیش از آنچه که تخمین زده می‌شد، زمان برد.
در سال ۲۰۰۷ شرکت ضبط استیم هامر به تام پیشنهاد داد که قطعات منتشر نشده ئی پی در نشانه‌ای از شیطان توسط اعضای پیشین گروه کریس واچ هانتر و گراو وایولاتور (نام واقعی: فرانتس ژوزف پپی) مجدداً ضبط و منتشر شود. آلبوم جدید آخرین نشانهٔ شیطان نامیده شد. کریس «واچ هانتر» دودک در ۷ سپتامبر ۲۰۰۸ پس از یک نبرد طولانی با بیماری نارسایی کبدی درگذشت.

### فعالیت‌های اخیر (۲۰۰۹ به بعد)
در سال ۲۰۰۹، سدوم به انگلستان بازگشت و پس از گذشت ۲۰ سال در بلادی استوک اپن ایر به اجرا پرداخت.
در جنگ و قطعه شدن، آلبوم بعدی سادام است که در ۲۲ نوامبر ۲۰۱۰ در اروپا و در ۱۱ ژانویه ۲۰۱۱ در آمریکای شمالی پخش شد. در ۳۰ نوامبر ۲۰۱۰، بابی شاتکوسکی به علت «مشکلات شخصی و خصوصی» که با تام انجل ریپر داشت، گروه را ترک و در ۸ دسامبر ۲۰۱۰ مارکوس «ماکا» فریوالد به عنوان درامر جدید جایگزین او شد.
سپس در سال ۲۰۱۶ آخرین آلبوم این گروه که نام آن روز تصمیم گیری بود روانه بازار شد.
هم اکنون هم این گروه در حال ضبط آلبوم جدید خود به نام ایکس‌.آی‌.ایکس جنسیس هستند که گفته شده این آلبوم، تا اواخر سال جاری (۲۰۲۰) روانه بازار خواهد شد.

## اعضا

### اعضای کنونی
- تام انجل ریپر (توماس ساچ-انکل تام) - آواز و گیتار بیس (۱۹۸۱ تاکنون)
- برند «برنمن» کوست - گیتار (۱۹۹۶ تاکنون)
- مارکوس «ماکا» فریوالد - درامز (۲۰۱۰ تاکنون)

### اعضای پیشین
گیتار
- فرانک تستگن (۱۹۸۳–۱۹۸۴)
- جوزف دومینک (۱۹۸۴–۱۹۸۵)
- مایکل ولف (۱۹۸۵–۱۹۸۶)
- یو کریستوفر (اجرا در تور ۱۹۸۶)
- فرانک گاسزیک (۱۹۸۷–۱۹۸۹، حضور ویژه در ۲۸ دسامبر ۲۰۰۶ در کنسرت بوخوم)
- یو بلتراش (اجرا در تور ۱۹۸۹/۱۹۹۰)
- مایکل هافمن (۱۹۹۰)
- اندی برینگر (۱۹۹۱–۱۹۹۵)
- دیرک استراهلمیر (۱۹۹۵–۱۹۹۶)

درامز
- کریستن دودک (۱۹۸۳–۱۹۹۲)
- گیدو ریچتر (۱۹۹۲–۱۹۹۶)
- بابی شاتکوسکی (۱۹۹۷–۲۰۱۰)